# Baltasar Rodríguez
Baltasar Luis Gallego Rodríguez (Monte Hermoso, 9 luglio 2003) è un calciatore argentino, centrocampista dell'Inter Miami in prestito dal Racing Club.

## Caratteristiche tecniche
Gioca come ala destra.

## Carriera
Baltasar Rodríguez è cresciuto nel settore giovanile del Racing Club, con cui ha firmato il primo contratto professionistico nell'agosto del 2022. Ha esordito nel calcio professionistico il 9 maggio 2023 nell'incontro di Primera División perso 4-2 contro il Talleres (C) ed il 19 agosto dello stesso anno ha segnato il suo primo gol nel pareggio per 1-1 contro l'Unión (SF).

## Statistiche

### Presenze e reti nei club
Statistiche aggiornate al 14 maggio 2025.
| Stagione           | Squadra            | Campionato         | Campionato | Campionato | Coppe nazionali | Coppe nazionali | Coppe nazionali | Coppe continentali | Coppe continentali | Coppe continentali | Altre coppe | Altre coppe | Altre coppe | Totale | Totale | Totale |
| Stagione           | Squadra            | Comp               | Pres       | Reti       | Comp            | Pres            | Reti            | Comp               | Pres               | Reti               | Comp        | Pres        | Reti        | Pres   | Reti   |        |
| ------------------ | ------------------ | ------------------ | ---------- | ---------- | --------------- | --------------- | --------------- | ------------------ | ------------------ | ------------------ | ----------- | ----------- | ----------- | ------ | ------ | ------ |
| 2023               | Racing Club        | PD                 | 11         | 0          | CA+CdL          | 2+13            | 0+5             | CL                 | 5                  | 0                  | -           | -           | -           | 31     | 5      |        |
| 2024               | Racing Club        | PD                 | 19         | 0          | CA+CdL          | 2+5             | 0+1             | CS                 | 8                  | 1                  |             | -           | -           | 34     | 2      |        |
| feb.-mar. 2025     | Racing Club        | PD                 | 3          | 0          | CA              | -               | -               | CL                 | -                  | -                  | RS          | 0           | 0           | 3      | 0      |        |
| Totale Racing Club | Totale Racing Club | Totale Racing Club | 33         | 0          |                 | 22              | 6               |                    | 13                 | 1                  |             | 0           | 0           | 68     | 7      |        |
| 2025               | Inter Miami        | MLS                | 1          | 0          | -               | -               | -               | CCC                | 0                  | 0                  | Cmc+LC      | 0           | 0           | 1      | 0      |        |
| Totale carriera    | Totale carriera    | Totale carriera    | 34         | 0          |                 | 22              | 6               |                    | 13                 | 1                  |             | 0           | 0           | 69     | 7      |        |

## Palmarès

### Club

#### Competizioni internazionali
- Coppa Sudamericana: 1

Racing Club: 2024
- Recopa Sudamericana: 1

Racing Club: 2025